# Hypognatha carpish
Hypognatha carpish là một loài nhện trong họ Araneidae.
Loài này thuộc chi Hypognatha. Hypognatha carpish được Herbert Walter Levi miêu tả năm 1996.